# Жидогость
Жидогость — река в Назаровском сельском поселении Рыбинского района Ярославской области. Левый приток Волги, впадает в Горьковское водохранилище. Длина — 8 км.
Имеет исток в сети мелиоративных канав к востоку и северу от деревни Дроздово. Река течёт преимущественно на юг по открытой местности. Примерно через 2 км от Дроздова по левому берегу стоит деревня Паулино, на 1 км ниже по правому берегу — Куликово, ещё через 1 км по правому берегу деревня Демидово, а напротив её — Бурнаково. Далее по правому берегу деревня Петряево, которая стоит в устье безымянного правого притока. За Петряевым на левом берегу — Алексеевское, после чего реку пересекает автомобильная дорога Шашково-Тутаев. Сразу за дорогой река течёт в глубоком овраге, слева деревни Нескучное и Пеньково. После Пеньково река впадает в Волгу у острова Богоявленский (посредине между Рыбинском и Тутаевым).
В деревне Алексеевское находится памятник культуры — загородная усадьба Шубиных, конца XVIII — начала XIX века. В устье реки на 500 м южнее Пеньково, находятся археологические памятники: стоянка VI тысячелетия до н. э. — VIII века и «стоянка 2» VIII—VI тысячелетий до н. э..